# Memphis arachne
Memphis arachne är en fjärilsart som beskrevs av Fabricius 1793. Memphis arachne ingår i släktet Memphis och familjen praktfjärilar. Inga underarter finns listade i Catalogue of Life.

## Bildgalleri

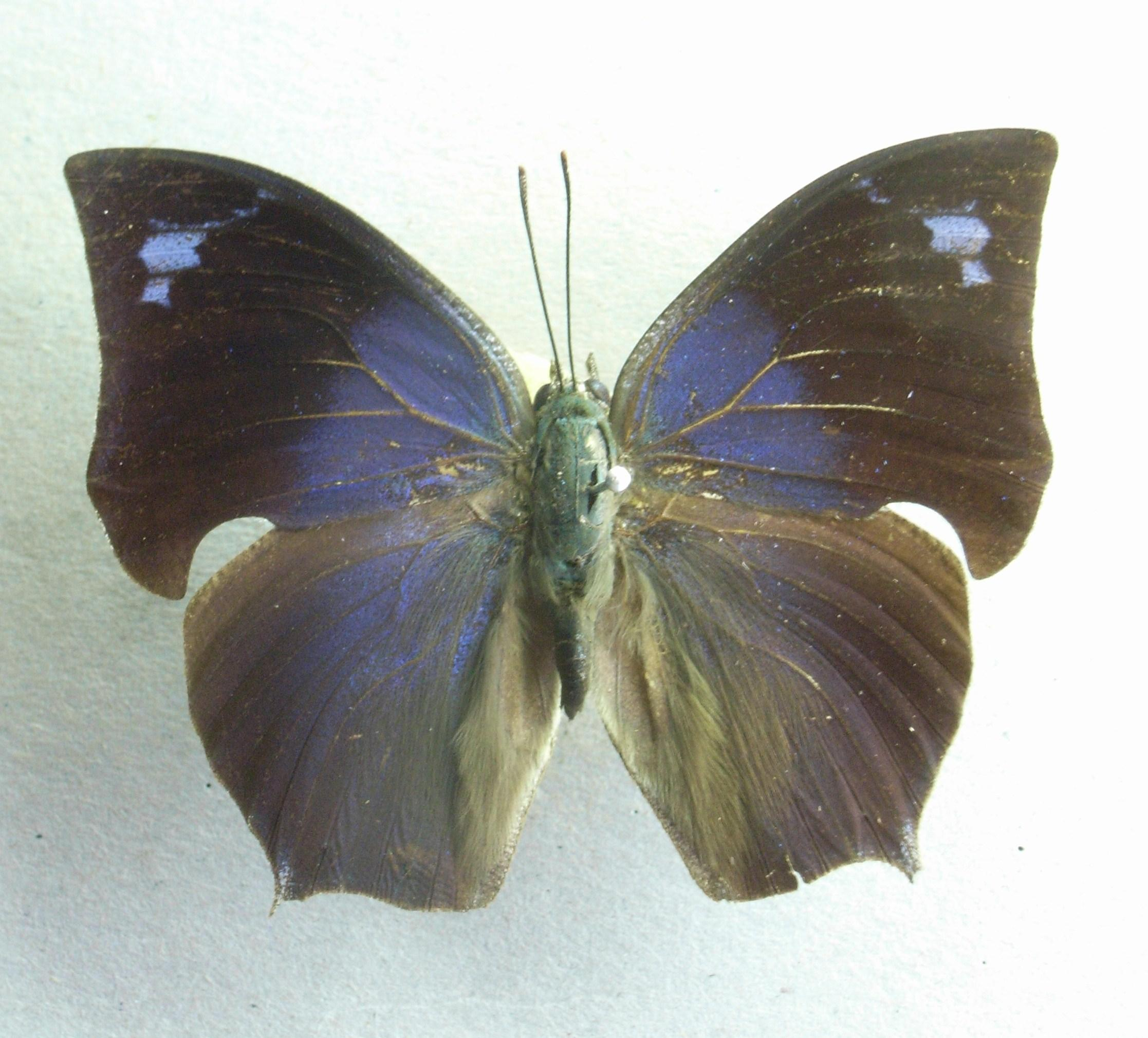